# Clostridium botulinum
Il Clostridium botulinum è un batterio Gram+, sporigeno, lungo 4-6 μm, con uno sporangio a clostridio che deforma il germe, della famiglia delle Clostridiaceae, compreso nel genere a cui appartengono anche Clostridium perfringens e Clostridium tetani. Isolato per la prima volta nel 1895 dal batteriologo belga Émile van Ermengem, è un batterio non molto mobile seppur provvisto di ciglia e la tossina che secerne causa il botulismo, una grave intossicazione alimentare.

## Produzione di tossine
I sintomi causati dalla tossina botulinica sono paralisi flaccida, debolezza muscolare, diplopia, difficoltà del movimento, perdita della coordinazione dei muscoli della faringe e dei muscoli volontari e, nei casi mortali, paralisi dei muscoli respiratori. Agisce a livello della giunzione neuromuscolare impedendo il rilascio di acetilcolina.
La tossina botulinica è estremamente attiva, essendo uno dei veleni più potenti noti all'uomo. 75 ng di tossina pura sono in grado di uccidere un essere umano, assumendo una DL50 intravenosa o intramuscolare di 1 ng/kg e un peso dell'individuo di 75 kg per un totale di 75 ng.La DL50 per inalazione è di 10ng/kg, vale a dire circa 750ng di tossina per un individuo di 75kg.  
Inoltre, la tossina botulinica è di natura proteica, termolabile a 80 °C e resistente ai succhi gastrici. Viene anche utilizzata a scopi medici per la preparazione del Botox, farmaco che crea una paralisi che riduce le rughe di espressione del volto, o in altre applicazioni come il trattamento del dolore facciale grave dovuto a nevralgia del trigemino.

## Crescita
Clostridium botulinum cresce in terreni comuni in condizioni di anaerobiosi e in agar sotto forma di colonie cotonose, evanescenti, indefinite. Fermenta il glucosio e il maltosio, producendo solfuro di idrogeno dal caratteristico odore di uova marce, inoltre è proteolitico, ossia liquefà le gelatine producendo odore putrido, e in brodo comune determina un intorbidamento diffuso (la proteoliticità è la capacità di idrolizzare i substrati proteici quali la carne, la caseina, l'uovo coagulato, siero coagulato ecc).
Il germe e le spore si trovano anche nel suolo e nei vegetali: l'uomo viene intossicato generalmente dalla tossina ingerendo alimenti contaminati e non ben cotti o conserve alimentari in cui si è sviluppato il batterio. Utili spie di alimenti contaminati da botulino sono l'odore di putrido, di burro rancido, e la disgregazione dell'alimento con formazione di bolle gassose, anche se alcuni tipi di contaminazione possono non mostrare alcuna modifica organolettica degli alimenti. L'uso di nitrito quale conservante alimentare ha tra i suoi principali scopi quello di impedire il moltiplicarsi di Clostridium botulinum. Esistono anche altre forme di botulismo: il botulismo infantile è causato dall'ingestione delle spore che germinano nell'intestino dei bambini e rilasciano la tossina, mentre una forma più rara si contrae per infezione delle ferite.

## Spora
La crescita e la virulenza della spora è data da vari fattori:

### Temperatura
Occorre fare una distinzione tra ceppi proteolitici e ceppi non proteolitici. I primi (ceppi A e B) si riproducono in coltura a una temperatura di 10 °C o superiore mentre i ceppi non proteolitici hanno bisogno di una temperatura di almeno 3 °C. La temperatura di crescita ideale per tutti i ceppi è 25 °C, mentre non possono più moltiplicarsi alla temperatura normale del corpo umano, 37 °C, quindi non possono dare infezioni.

### Aw
L'attività dell'acqua riferita all'alimento, ovvero la capacità del microrganismo di utilizzare l'acqua dell'alimento per le proprie reazioni metaboliche è 0,94 e 0,97 rispettivamente per i ceppi proteolitici e non proteolitici.

### Alofilia
La capacità di crescere in soluzioni salate è 10% proteolitici e 5% non proteolitici.

### Potenziale redox
Lo sporigeno, nella fase vegetativa, si moltiplica solo in ambienti anaerobici con formazione di composti solforati e acido butirrico. Viene inibito dalla flora intestinale dove subisce il fenomeno dell'"antagonismo batterico" per opera soprattutto dei lattobacilli, più efficienti metabolicamente.

### pH
Il pH di sicurezza totale, al di sotto del quale il microrganismo è inattivo, quindi incapace di produrre la tossina, è 4,6. Questo valore è un parametro fondamentale per la sicurezza alimentare.

## Tipi
Esistono sette tipi di clostridio del botulino, distinti da sette tipi di esotossine:
- Clostridium botulinum A: proteolitico, emolitico, si ritrova nei prodotti vegetali, diffuso negli USA
- Clostridium botulinum B: proteolitico, presente nei prodotti carnei, diffuso in Europa
- Clostridium botulinum C: non interessa la patologia umana
- Clostridium botulinum D: non interessa la patologia umana
- Clostridium botulinum E: non proteolitico, cresce a 3 C anche a pH acido (4-8) e si trova in pesce affumicato, merluzzo, aringhe, tonno conservato
- Clostridium botulinum F: raro, osservato nei paté di fegato
- Clostridium botulinum G: attualmente nessuna evidenza di tossinfezione alimentare.